# Kontinuirano spremenljiva transmisija
Kontinuirano spremenljiva transmisija - CVT (ang. continuously variable transmission) način prenosa moči s pogonskega stroja na gnano napravo. Pri konusnem CVT se uporablja dva konusa (stožca), en na pogonski gredi, drug pa na gnani gredi. Po konusih se premika jermen (lahko tudi veriga) - pozicija jermena glede na konus je odvisna od želenega prestavnega razmerja. Pri CVT se lahko spreminja prestavno razmerje med delovanjem, za razliko od konvencionalnega menjalnika, pri katerem je treba začasno prekiniti prenos. Pri CVT je možno dosti večje število prestavnih razmerij in omogoča da se lahko motor vrti pri konstantnih obratih, hkrati pa se zaradi preprostosti mehanizma izboljša poraba goriva. Izkoristek z uporabo jermena je okrog 88%. Uporaba menjalnika CVT ne pomeni tretjega pedala.
CVT se uporabljajo skoraj na vseh skuterjih in motornih saneh in nekaterih avtomobilih. So se uporabljali tudi na traktorjih in Formula 1 dirkalnikih. 
Pomembne prednosti vozil z menjalnikom CVT so: ekonomičnost, nemoteno delovanje v mestnih razmerah, boljša porazdelitev moči in navora ter lahka zasnova menjalnika.

## Obseg modelov
Toyota in njena hčerinska družba Lexus se ponašata s proizvodnjo najzanesljivejših vozil s CVT. Toyota Corolla, Prius, RAV4, Lexus RC, UX. Tudi Audi in Honda sta specializirana za menjalnike CVT, čeprav jih Nemci imenujejo Multitronic (na voljo v modelu A7). Drugi japonski proizvajalci, ki za svoje avtomobile izdelujejo menjalnike CVT, so Nissan (Altima, Leaf, Maxima, Pathfinder, Rogue) in Mitsubishi (Mirage, Outlander Sport, Outlander).